# 寧山縣
宁山县（越南语：／）是越南宁顺省下辖的一个县。面积771.81平方千米，2017年总人口76664人。

## 地理
宁山县西接林同省单阳县和德重县；东接潘郎-塔占市；北接博爱县；南接宁福县和顺南县。

## 历史
2000年11月6日，以福平社、福和社、福新社、福大社、福进社、福胜社、福城社、福中社、福政社9社析置博爱县。

## 行政区划
宁山县下辖1市镇7社，县莅新山市镇。
- 新山市镇（Thị trấn Tân Sơn）
- 和山社（Xã Hòa Sơn）
- 林山社（Xã Lâm Sơn）
- 良山社（Xã Lương Sơn）
- 麻乃社（Xã Ma Nới）
- 美山社（Xã Mỹ Sơn）
- 仁山社（Xã Nhơn Sơn）
- 广山社（Xã Quảng Sơn）